# Filip Maršić
Vlč. Filip Maršić, hrvatski rimokatolički svećenik, glazbenik i sakupljač izvornih narodnih pjesama iz Bosne i Hercegovine. Šargiju je počeo svirati s desetak godina u sklopu KUD-a Izvor iz Usore. Od starijih šargijaša naučio je osnove sviranja te u popularnoj školi šargije koju organizira Ante Galić. Zaredio se za svećenika. Bio je župnik u Derventi, a sad je u župi Boće. Otkako je u samostanu, također zasvira i zapjeva sa samostanskom braćom. Najpoznatiji je svećenik koji pjeva izvorne pjesme i svira šargiju. Preko šargije i izvorne pjesme mnogim je ljudima približio se i doveo ih k Isusu. Maršić marljivo radi na očuvanju narodne glazbe. Skuplja narodne izvorne pjesme da ih se ne zaboravi i do danas je skupio preko 17 000 izvornih pjesama.